# Lasiophila phalaesia
Lasiophila phalaesia är en fjärilsart som beskrevs av William Chapman Hewitson 1862. Lasiophila phalaesia ingår i släktet Lasiophila och familjen praktfjärilar. Inga underarter finns listade i Catalogue of Life.

## Bildgalleri

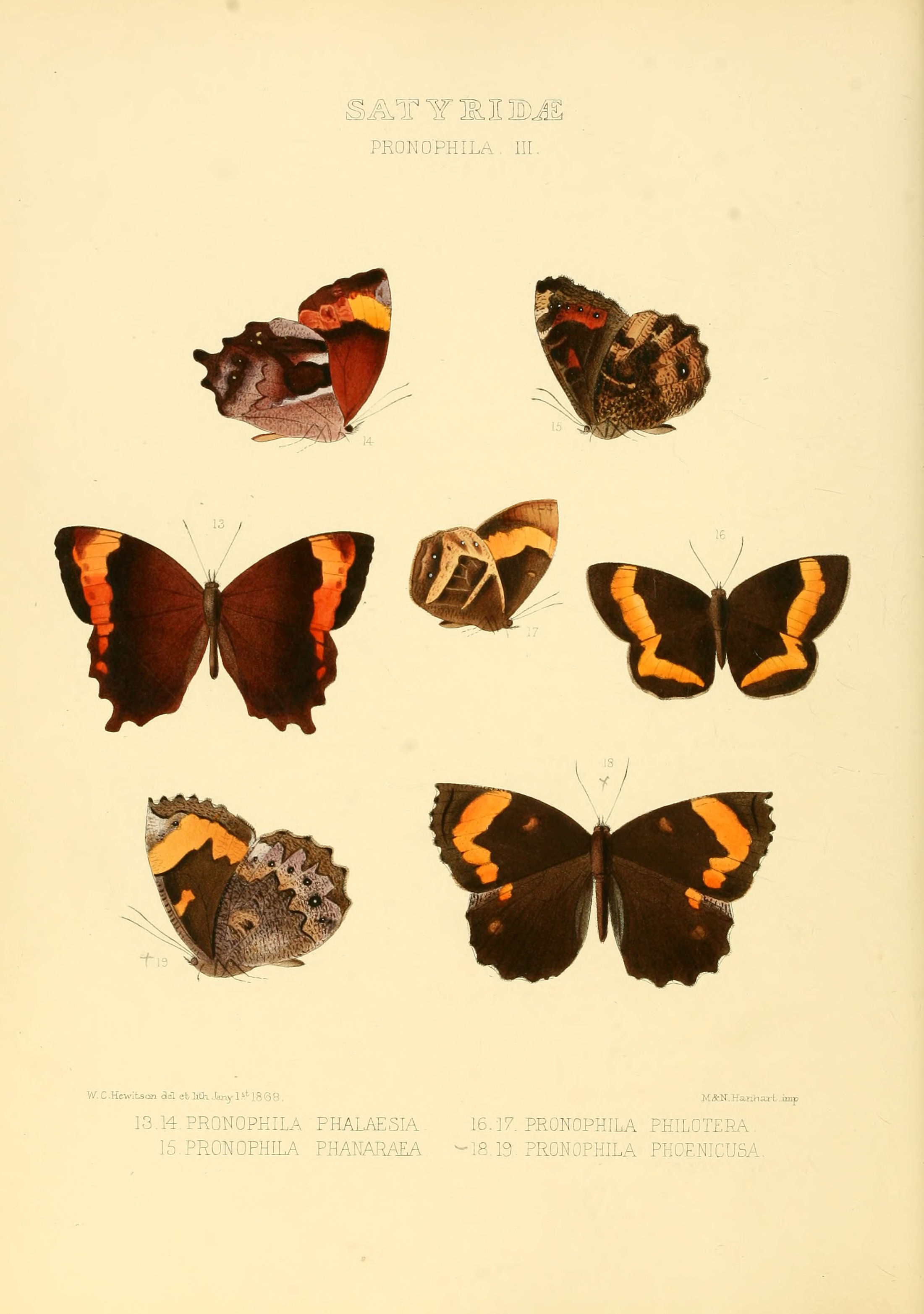